# Rezerwat przyrody Łysa Góra
Rezerwat przyrody Łysa Góra – leśny rezerwat przyrody znajdujący się na terenie miejscowości Łysa Góra i Stary Żmigród, w gminie Nowy Żmigród, w powiecie jasielskim, w województwie podkarpackim. Jest to rezerwat częściowy, położony na terenie Nadleśnictwa Dukla (leśnictwo Żmigród).
Powierzchnia rezerwatu wynosi 159,68 ha. Został on utworzony w 2003 roku i chroni starodrzew bukowo-jodłowy z egzemplarzami cisa pospolitego rosnącego w pasie leśnym.
Na terenie rezerwatu rośnie największy cis na Podkarpaciu, o obwodzie pnia na pierśnicy 170 cm (średnica około 54 cm). Znajdował się on na terenie prywatnym, wykupionym przez Nadleśnictwo Dukla dzięki dotacji EkoFunduszu. Poza terenem rezerwatu rośnie również czereśnia ptasia o obwodzie pnia w pierśnicy 356 cm. Licznie występuje tu rzadki chrząszcz – nadobnica alpejska.
- Numer według rejestru wojewódzkiego – 87
- Dokument powołujący – Dz. Urz. Woj. Podkarpackiego 03.90.1540
- Powierzchnia – 159,68 ha (akt powołujący podawał 160,74 ha)
- Rodzaj rezerwatu – leśny[1][2]

- typ rezerwatu – biocenotyczny i fizjocenotyczny

- podtyp rezerwatu – biocenoz naturalnych i półnaturalnych

- typ ekosystemu – leśny i borowy

- podtyp ekosystemu – lasów górskich i podgórskich

- Przedmiot ochrony (według aktu powołującego) – ekosystemy leśne porastające fragment pasma Łysej Góry w Beskidzie Niskim, stanowiące siedliska przyrodnicze dla licznych chronionych roślin[1][2].

Łysą Górę objęto także ochroną w ramach sieci Natura 2000 jako specjalny obszar ochrony siedlisk „Łysa Góra” (kod: PLH180015).